# 17. јул
17. јул (17.7) је 198. дан године по грегоријанском календару (199. у преступној години). До краја године има још 167 дана.

## Догађаји
- 1440 — Пољски краљ Владислав III Јагелонац крунисан за краља Угарске као Владислав I у Стоном Београду.
- 1453 — У бици код Кастијона Французи победили Енглезе, што је означило крај Стогодишњег рата.
- 1890 — Сесил Роудз је постао премијер колоније Рт добре наде у Јужној Африци.
- 1917 — Британска краљевска кућа променила је своје име Сакс-Кобург-Гота у Виндзор због антинемачког расположења у Британији током Првог светског рата.
- 1918 — Бољшевици су стрељали царску породицу Романов у Јекатеринбургу.
- 1936 — Војним пучем у Мелији у Шпанском Мароку против недавно изабране левичарске владе Народног фронта премијера Мануела Асање у Шпанији је почео Шпански грађански рат.
- 1945 — У Потсдаму је почела Потсдамска конференција о послератној будућности Европе.
- 1955 — Волт Дизни је у Анахајму отворио први Дизниленд.
- 1968 — У Ираку је оборена влада Абдула Арефа, а на власт је дошло десно крило партије Баас. Председник републике, а касније и владе, постао је генерал Ахмед Хасан ел Бакр.
- 1969 — У Шпанији, генерал Франсиско Франко именовао је за свог наследника принца Хуана Карлоса, који је преузео вођство државе 22. новембра 1975, два дана након диктаторове смрти.
- 1973 — У Авганистану је проглашена република након војног удара којим је прекинута четрдесетогодишња владавина краља Мохамеда Захир Шаха. Председник је постао бивши премијер Мохамед Дауд Кан.
- 1975 — Амерички и совјетски васионски бродови „Сојуз 19“ и „Аполо 18“ спојили су се у Земљиној орбити. Команданти летјелица, Алексеј Леонов и Том Стафорд, разменили су честитке, при чему је Рус говорио енглески, а Американац руски.
- 1979 — Диктатор Никарагве Анастасио Сомоза Дебајле дао је оставку и побегао из земље, а власт је преузео левичарски сандинистички покрет Данијела Ортеге Сааведре.
- 1981 — Више од 100 људи је погинуло, а 550 рањено када су израелски авиони бомбардовали палестинска подручја Бејрута.
- 1981 — 114 особа је погинуло, а више од 200 је повређено због пада висеће стазе у хотелу Хајат риџенси у Канзас Ситију.
- 1984 — Лансиран је совјетски свемирски брод „Сојуз Т12“, а члан посаде Светлана Савицкаја постала је прва жена која је „прошетала“ свемирским простором изван летелице.
- 1994 — Бразил је на светском фудбалском првенству у САД освојио четврту шампионску титулу.
- 1996 — Амерички путнички авион „Боинг 747“ на линији Њујорк-Париз експлодирао је изнад Атлантског океана, након што је полетео са аеродрома Кенеди. Погинуло је свих 230 путника и чланова посаде.
- 1998 —
  - Посмртни остаци руског цара Николаја II Александровича и чланова његове породице, пренети из Јекатеринбурга 80 година након убиства, сахрањени су у Санкт Петербургу. Свечаној церемонији присуствовао је и председник Русије Борис Јељцин.
  - Цунами изазван снажним земљотресом на дну Пацифика однело је шест села на северозападној обали Папуе Нове Гвинеје. Погинуло је око 2.000 људи.
  - На конференцији ОУН у Риму, представници 120 земаља усвојили су статут којим је успостављан први стални Међународни кривични суд за ратне злочине. САД су одбиле да се прикључе том суду. До марта 2003. споразум је ратификовало 89 земаља.
- 2000 — Башар ел Асад постао је председник Сирије, обећавши приликом инаугурације да ће наставити непопустљиву политику према Израелу какву је водио његов отац Хафиз ел Асад, који је умро 10. јуна.
- 2001 —
  - На основу одлуке владе СРЈ, принц Александар Карађорђевић и чланови његове породице уселили су се у краљевску резиденцију у Београду која је југословенској краљевској породици одузета после Другог светског рата.
  - Након завршетка сукоба на Косову и Метохији и престанка ваздушних напада НАТО-а на СРЈ, истражитељи Међународног суда за ратне злочине из Хага пронашли су, према изјави портпарола тужилаштва суда Флоренс Артман, током 1999. и 2000. године 876 гробница на Косову и ексхумирали 4.392 жртве од којих је 2.099 идентификовано.
- 2014 — Малезијски путнички авион Боинг 777, који је летео из Амстердама за Куала Лумпур, оборен је ракетом изнад Донбаса, при чему је погинуло је свих 298 путника и чланови посаде.

## Рођења
- 1714 — Александер Баумгартен, немачки филозоф. (прем. 1762))
- 1744 — Елбриџ Џери, амерички политичар, 5. потпредседник САД (1813—14). (прем. 1814))
- 1888 — Шмуел Јосиф Агнон, израелски књижевник, добитник Нобелове награде за књижевност (1966). (прем. 1970)
- 1899 — Џејмс Кегни, амерички глумац и плесач. (прем. 1986)
- 1910 — Барбара О’Нил, америчка глумица. (прем. 1980)
- 1917 — Кенан Еврен, турски генерал, 7. Председник Турске. (прем. 2015)
- 1920 — Хуан Антонио Самаран, каталонски спортски званичник, председник Међународног олимпијског комитета (1980—2001). (прем. 2010)
- 1934 — Радмила Радовановић, српска глумица. (прем. 2018)
- 1935 — Дајен Керол, америчка глумица, певачица и модел. (прем. 2019)
- 1935 — Доналд Садерланд, канадски глумац. (прем. 2024)
- 1942 — Кони Хокинс, амерички кошаркаш. (прем. 2017)
- 1944 — Карлос Алберто Торес, Бразилски фудбалер и фудбалски тренер.(прем. 2016)
- 1945 — Александар II Карађорђевић, принц из династије Карађорђевић
- 1947 — Жарко Кнежевић, југословенски кошаркаш. (прем. 2020)
- 1949 — Гизер Батлер, енглески музичар, најпознатији као басиста групе Black Sabbath.
- 1952 — Дејвид Хаселхоф, амерички глумац и музичар.[1]
- 1954 — Ангела Меркел, немачка политичарка, канцелар СР Немачке (2005—2021).[2]
- 1958 — Вонг Карвај, хонгконшки редитељ, сценариста и продуцент.
- 1961 — Гуру, амерички хип-хоп музичар, музички продуцент и глумац. (прем. 2010)
- 1963 — Мати Никенен, фински ски скакач. (прем. 2019)
- 1964 — Милорад Билбија, српски фудбалер и фудбалски тренер.
- 1965 — Сантијаго Сегура, шпански глумац, сценариста, редитељ и продуцент.
- 1969 — Џејсон Кларк, аустралијски глумац.
- 1972 — Јап Стам, холандски фудбалер и фудбалски тренер.
- 1974 — Дамјано Томази, италијански фудбалер.
- 1975 — Даруд, фински ди-џеј и музички продуцент.
- 1976 — Андерс Свенсон, шведски фудбалер.
- 1976 — Маркос Сена, бразилско-шпански фудбалер.
- 1977 — Тифани Тејлор, амерички еротски модел.
- 1979 — Мајк Вогел, амерички глумац и модел.
- 1987 — Иван Стринић, хрватски фудбалер.
- 1988 — Рихардс Куксикс, летонски кошаркаш.
- 1992 — Били Лурд, америчка глумица.
- 1993 — Сава Ранђеловић, српски ватерполиста.
- 1993 — Кали Учис, америчка музичарка.
- 1994 — Бенжамен Менди, француски фудбалер.
- 1997 — Оџи Ануноби, британски кошаркаш.
- 2005 — Тeoдор Харалдсон, шведски певач.

## Смрти
- 1762 — Петар III, руски цар. (рођ. 1728).
- 1790 — Адам Смит, шкотски економиста и филозоф. (рођ. 1723).
- 1912 — Жил Анри Поенкаре, француски математичар, физичар и филозоф. (рођ. 1854).
- 1918 —- Цар Николај II и цела његова породица (рођ. 1868).
  - Царица Александра Фјодоровна (рођ. 1872).
  - Велика кнегиња Олга (рођ. 1895).
  - Велика кнегиња Татјана (рођ. 1897).
  - Велика кнегиња Марија (рођ. 1899).
  - Велика кнегиња Анастасија (рођ. 1901).
  - Царевић Алексеј (рођ. 1904).
- 1928 — Ђовани Ђолити, италијански политичар, премијер Италије (1892-93, 1903-05, 1906-09, 1911-14 и 1920-21). (рођ. 1842).
- 1928 — Светолик Радовановић, српски геолог и палеонтолог, професор Универзитета у Београду, први министар привреде у Србији (1904—05). (рођ. 1863).
- 1941 — Аугуст Цесарец, учесник Шпанског грађанског рата, хрватски књижевник, новинар, есејиста, путописац и политички радник. (рођ. 1893).[3]
- 1945 — Ернст Буш, немачки фелдмаршал. (рођ. 1885).
- 1946 — Драгољуб Дража Михаиловић, армијски генерал и начелник штаба Југословенске војске у Отаџбини. (рођ. 1893)
- 1959 — Били Холидеј, америчка џез и блуз певачица. (рођ. 1915).
- 1959 — Александар Цанков, бугарски политичар, премијер Бугарске (1923—26). (рођ. 1879).
- 1967 — Џон Колтрејн, амерички џез саксофониста. (рођ. 1915).
- 1975 — Константин Гамсахурдија, грузински писац и јавна личност (рођ. 1893)
- 1995 — Хуан Мануел Фанђо, аргентински аутомобилски ас, петоструки шампион Формуле 1 (1951, 1954-57). (рођ. 1911).
- 2005 — Едвард Хит, британски конзервативни политичар, Премијер Велике Британије (1970—74). (рођ. 1916).
- 2025 — Феликс Баумгартнер, аустријски падобранац (рођ. 1969.)

## Празници и дани сећања
- Српска православна црква слави:
  - Свети Андреј Критски
  - Свети свештеномученик Сава Горњокарловачки
- Дан устава у Јужној Кореји